# Jeremi Wiśniowiecki

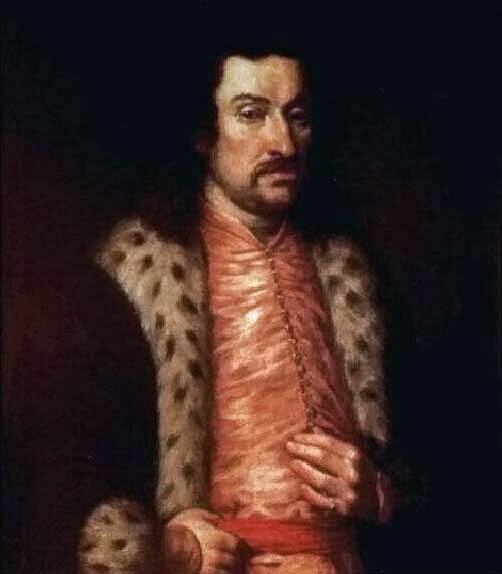
Jeremi Wiśniowiecki.

Jeremi Michał Korybut Wiśniowiecki, född 17 augusti 1612 i Lubni, död 20 augusti 1651 i Pavolotj, var en polsk-litauisk furste och militär. Han var far till Michał Korybut Wiśniowiecki.
Wiśniowiecki var vojvod av Rutenien, studerade vid Lwóws jesuitskola och företog en utländsk studieresa. Han övergick 1631 till katolicismen från ortodoxin, som hans far Michał, kastellan av Kiev, lidelsefullt hade tillhört. 
Under kriget mot Moskvariket 1623–34 segrade han vid Putyvl. Han hade ofantliga jordegendomar vid Dnepr och upprättade på egen bekostnad en här av 12000 man. År 1637 kvävde han en stor bonderevolt och avslog krimtatarernas anfall. Han deltog i fälttåget mot Bohdan Chmelnytskyj 1648 och vid försvaret av Zbarazj. Efter en ny seger över  zaporizjakosackerna vid Berestetjko 1651 dog han av feber i lägret vid Pavolotj.